# HMS Warspite (1913)
HMS Warspite (Его Величества Корабль «Уорспайт») — дредноут типа «Куин Элизабет» (супердредноут). Стал одним из самых известных и заслуженных британских линкоров, прошедших обе мировые войны. Кораблю принадлежит рекорд Королевского Флота по числу наград, полученных боевым кораблём. Во время второй мировой войны был флагманом британского Средиземноморского флота. Адмирал Э. Б. Каннингем, державший на нём флаг, однажды назвал корабль Grand Old Lady («Величественная Старая Дама»), эта кличка стала общеупотребительной. Название корабля не имеет прямого перевода на русский, наиболее близко словосочетание «Боевой дух» или «Злость войны». На кораблях этой серии ВМС Великобритании впервые использовали паровой котёл с нефтяным отоплением и 15-дюймовые (381-мм) пушки.

## Строительство
HMS Warspite был заложен 31 октября 1912 года на верфи Дэвенпорт в Плимуте и спущен на воду через 13 месяцев — 26 ноября 1913 года, в присутствии Уинстона Черчилля и тридцати тысяч зрителей. Крестной матерью корабля выступила супруга одного из министров — миссис Остин Чемберлен. Достройка HMS Warspite заняла ещё полтора года, и 8 марта 1915 года новый линкор был принят в состав британского флота. Итоговая стоимость строительства (без учёта вооружения) составила около 2,5 миллионов фунтов.

## Испытания
Из-за начала первой мировой войны, от полноценных испытаний пришлось отказаться. В апреле 1915 года линкор прошёл короткие испытания у побережья Ирландии, в которых показал в режиме работы турбин под полной нагрузкой в течение полутора часов мощность 56 580 л. с. и скорость 24,1 узла, а в режиме перегрузки в течение двух часов — мощность 75 510 л. с. и скорость 24,7 узлов.

## Первая мировая война

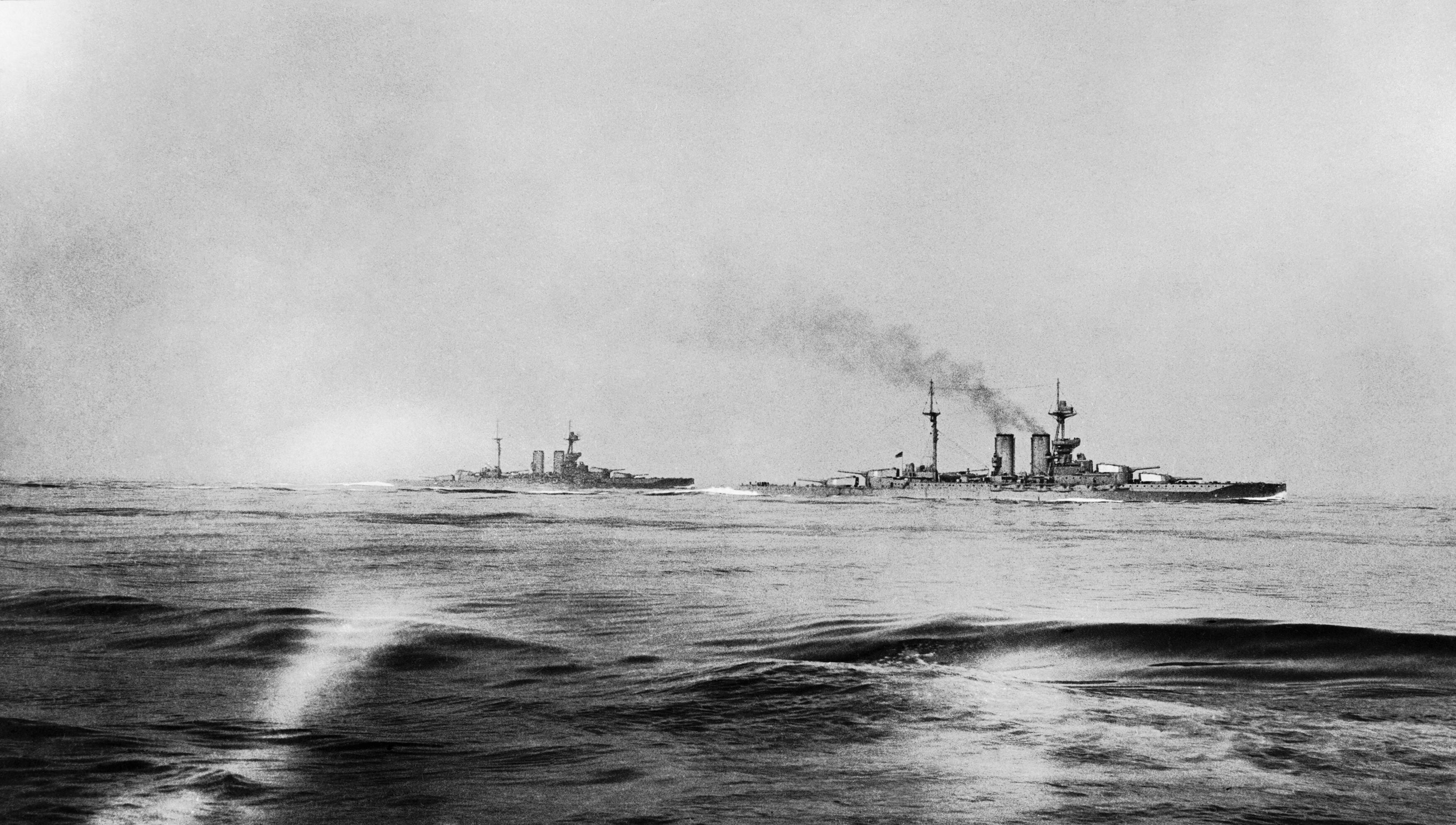
Линкоры «Уорспайт» и «Малайя» во время Ютландского сражения. 14:00 31 мая 1916 года

Вступил в строй в 1916 году. Участвовал в Ютландском морском сражении, в котором был тяжело поврежден, выдержав 13 попаданий 280-мм снарядами. Между 1934 и 1937 годами прошел полную модернизацию. В результате корабль получил современную силовую установку (с трёхбарабанными паровыми котлами), новую рубку, дополнительные 1100 тонн брони, улучшенные орудия, к средствам ПВО добавили 8 пушек QF 4 inch Mk XVI, 32 пушки Vickers QF 2 pounder Mark II и 16 пулемётов Виккерс.

## Вторая мировая война
Во время Второй мировой войны корабль использовался почти по всему миру, особенно значительны его действия возле берегов Норвегии и в Средиземноморье. Участвовал во втором морском бою у Нарвика, в бою у мыса Матапан. В мае 1941 года у острова Крит линкор получил серьёзные повреждения от немецких авиабомб, а позднее, когда он прикрывал высадку союзных войск у Салерно (Италия), в него попала немецкая радиоуправляемая бомба.

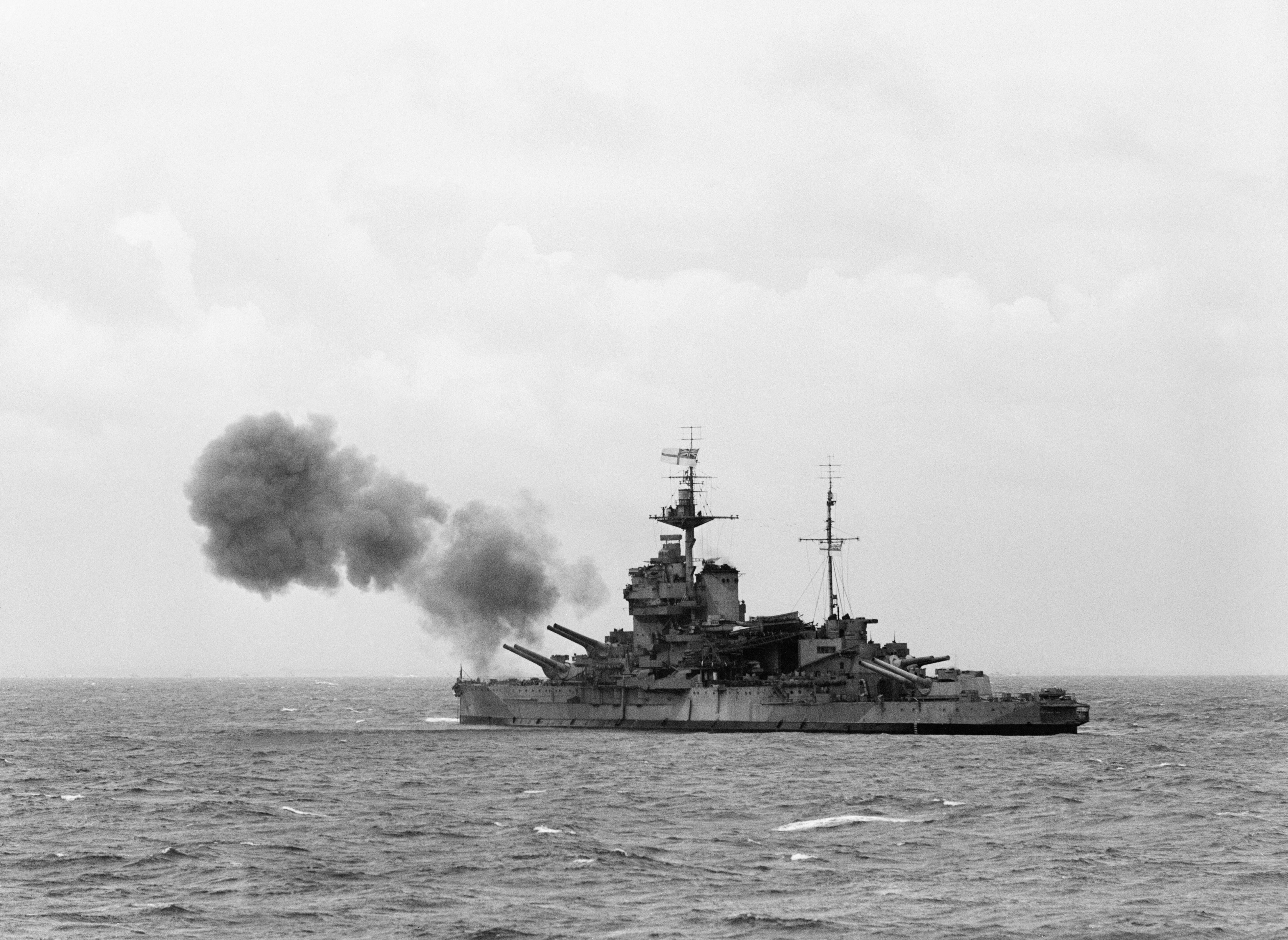
«Уорспайт» ведёт огонь по побережью Нормандии, 6 июня 1944 года

В результате срочного ремонта корабль частично восстановили, так, чтобы он мог оказывать поддержку огнём, и отправили для усиления высадки и продвижения войск в Нормандии. 13 июня 1944 года в проливе Ла-Манш у Гарвича линкор подорвался на мине. Корабль условно отремонтировали и добавили ещё орудий для поддержки наступления на суше. Последний выстрел корабль совершил 1 ноября 1944 года у острова Валхерен (Битва на Шельде), после чего он был списан.

## После войны
Весной 1947 года во время своего последнего перехода к месту утилизации, в шторм, порвался буксировочный трос и корабль наскочил на мель возле побережья Корнуолла. После нескольких попыток сдвинуть с места, в 1950 году корпус был снят с мели и затонул, чем дал повод вспомнить легенду о том, что душа заслуженного боевого корабля противится утилизации.
Кораблю поставлен памятник возле города Марацион вблизи дамбы, ведущей на остров Гора Святого Михаила. Табличка с названием корабля украшала интерьер паба «Уинк» в деревне Ламорна, но была продана на аукционе.

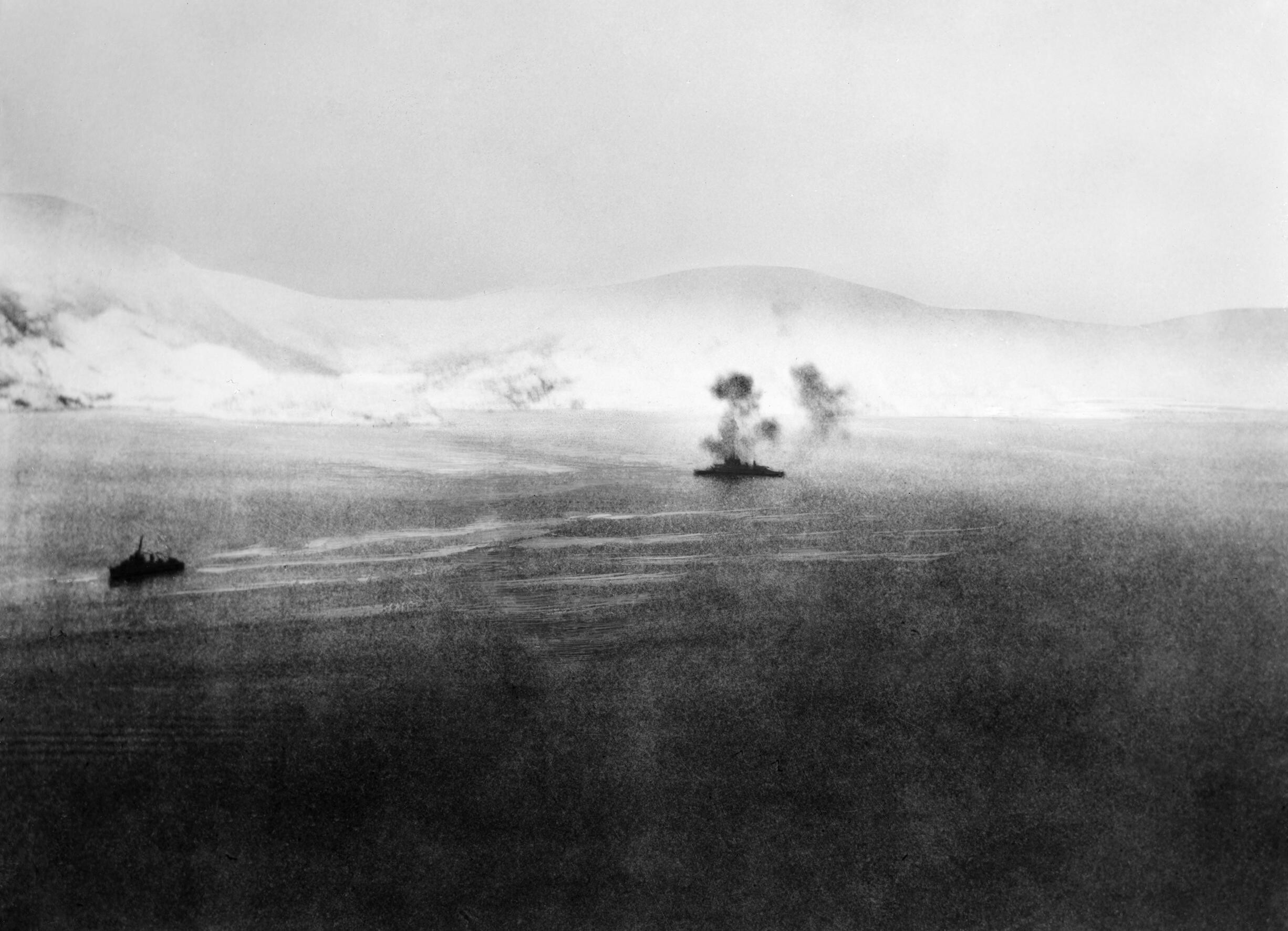
Линкор HMS Warspite обстреливает немецкие позиции в районе Нарвика
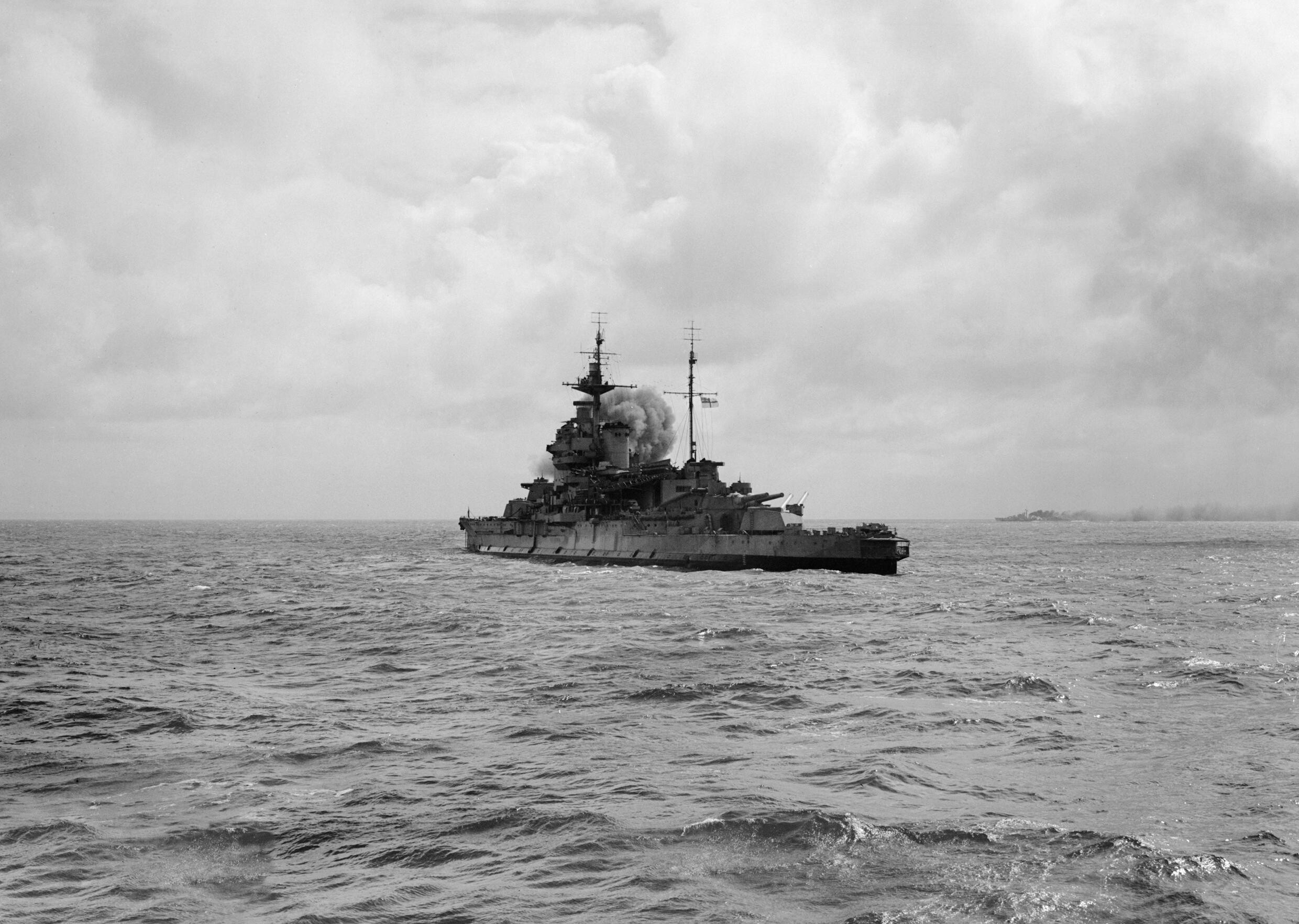
Линкор «Уорспайт»
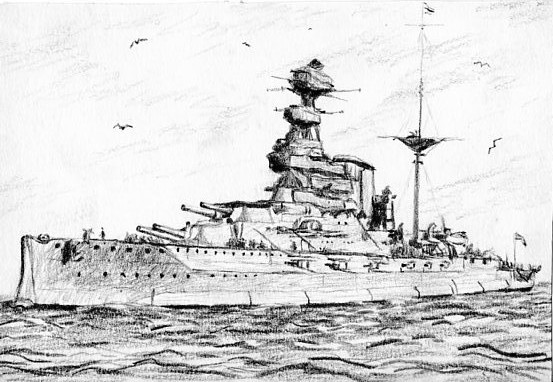
Рисунок Линкора «Уорспайт»